# アカヒレタビラ
アカヒレタビラ（赤鰭田平、Acheilognathus tabira erythropterus）は、コイ目コイ科タナゴ亜科タナゴ属に属する淡水魚の一種である。亜種名は「erythro：赤い、pterus：鰭」を意味し、本亜種の鰭の色に由来する。

## 形態
- 側線は完全で、側線鱗数は33-38枚。全長は約10cm前後。タナゴ類の中でも体高は比較的高い場合が多く、背鰭不分岐軟条3本と分岐軟条が8〜10、臀鰭不分岐軟条3本と分岐軟条は7〜10である。[3][3]

繁殖期のオスはキタノアカヒレタビラ、ミナミアカヒレタビラよりも背中側の青緑色が強く発色する。鰓蓋の色は青紫色が強い。背鰭と臀鰭はキタノアカヒレタビラほどではないが赤色も濃く染まり、最盛期には臀鰭の縁は白色、腹鰭と尾鰭のくびれも赤色が入る。

### よく似た亜種
よく似た亜種として、「キタノアカヒレタビラ」、「ミナミアカヒレタビラ」があるが、キタノアカヒレタビラやミナミアカヒレタビラと異なり流水性の傾向が強く、閉鎖的な溜池では基本的に再生産が出来ないこと、卵の形が鶏卵形であること、ミナミアカヒレタビラと違い稚魚の背鰭には黒班が基本的に認められないなどの違いがある。

## 生態
遺伝的に大まかに東北地方太平洋集水域と関東地方の2系統がある。
雑食性で、小動物や付着藻類などを食べる。
主に湖沼や流れのある河川や用水路などに生息し、完全な止水は好まず基本的に閉鎖的な溜池では再生産はできない。水草の近くのような物陰を好み、比較的深場に棲む。。
繁殖期は4-6月で、最盛期は5月。マツカサガイやカワシンジュガイのような流水性の淡水二枚貝に産卵する。霞ヶ浦ではイシガイを利用していた。

## 分布
関東地方と宮城県、岩手県にかけて不連続分布し、既に群馬県や東京都では絶滅し、近年確認される場合がある千葉県の個体は移入の疑いがある。神奈川県では過去に相模湖などでの記録があるが、在来個体群かは疑わしい。群馬県では城沼周辺に、東京都においては、過去の標本記録により新宿区の落合や小合溜での記録が現存するものの、1970年代には絶滅したものと考えられる。現在、関東地方において茨城県霞ヶ浦水系と栃木県の一部以外にはまとまった生息地は残っておらず、かつて多産した霞ヶ浦では外来種による捕食や競合、環境変化により絶滅寸前まで減少している。宮城県においても、護岸工事や外来種による影響などで減少が著しい。　
岩手県　評価なし
宮城県　絶滅危惧Ⅰ類
茨城県　絶滅危惧Ⅱ類
栃木県　絶滅危惧Ⅰ類
千葉県　絶滅危惧Ⅰ類
青森県の太平洋側の一部水域にも古くから生息するが、国内外来種である。